# Asperjoc

Asperjoc este o comună în departamentul Ardèche din sud-estul Franței. În 1 ianuarie 2018 avea o populație de 389 de locuitori.